# نابغه (مجموعه تلویزیونی آمریکایی)
نابغه (انگلیسی: Genius) یک مجموعه آنتولوژی و مستند درام آمریکایی است که توسط شبکه نشنال جئوگرافیک ساخته شده و قسمت اول آن در ۲۵ آوریل ۲۰۱۷ پخش شد. فصل اول این مجموعه به زندگی آلبرت اینشتین از سال‌های اول زندگی‌اش، روابط او به‌خصوص رابطه‌اش با میلوا ماریچ همسر اولش، کار او در مؤسسه ثبت اختراع و سال‌های پایانی زندگی‌اش به عنوان فیزیک‌دانی که نظریه نسبیت را توسعه داده است، می‌پردازد. این فصل بر اساس کتابی از والتر ایزاکسون به نام اینشتین: زندگی او و جهان ساخته شده که در سال ۲۰۰۷ منتشر شده است.
در ۱۹ آوریل ۲۰۱۷ شبکه نشنال جئوگرافیک اعلام کرد که فصل دوم این سریال در سال ۲۰۱۸ پخش می‌شود و به زندگی نقاش اسپانیایی، پابلو پیکاسو خواهد پرداخت. این فصل در ۲۴ آوریل ۲۰۱۸ پخش شد.
در ۱۸ آوریل ۲۰۱۸، نشنال جئوگرافیک این سریال را برای یک فصل دیگر هم تمدید کرد. فصل سوم در ابتدا قرار بود به زندگی مری شلی اختصاص پیدا کند ولی با توسعه سریال فصل سوم که در مورد آرتا فرانکلین در مارس ۲۰۲۱ عرضه شد همچنین فصل چهارم این سریال قرار است در مورد مارتین لوتر کینگ باشد